# Phyllanthus calycinus
Phyllanthus calycinus är en emblikaväxtart som beskrevs av Jacques-Julien Houtou de La Billardière. Phyllanthus calycinus ingår i släktet Phyllanthus och familjen emblikaväxter. Inga underarter finns listade i Catalogue of Life.